# Annerveen-gasveld
Het Annerveen-gasveld is een aardgasveld op de grens van de Nederlandse provincies Groningen en Drenthe. Het is het grootste 'kleine' veld van Nederland, alleen kleiner dan het 'grote' aardgasveld van Slochteren. Van 1973 tot 2021 won de Nederlandse Aardolie Maatschappij daar in totaal 71,2 miljard kubieke meter aardgas. Naast het 'grote' aardgasveld van Slochteren was het Annerveen-gasveld een van de weinige seismologisch actieve gasvelden. Een derde van de aardbevingen buiten het aardgasveld van Slochteren werd veroorzaakt door het Annerveen-gasveld.